# Reinhold Fischer (Volkssänger)
Reinhold Fischer (* 5. Oktober 1877 in Leipzig; † 13. April 1960 Neubrunn / Thüringen) war ein deutscher Volkssänger.

## Leben
Fischer war von der Stimmlage her Bassist. Neben seiner Sängertätigkeit bei verschiedenen sächsischen Herrensängergesellschaften trat er auch als Komponist und Textdichter hervor, der Lieder, z. T. in erzgebirgischer Mundart, und komische Einakter für die Bühne verfasste.
Zeitweise gab er seine Werke in seinem eigenen Verlag heraus. Einige seiner erzgebirgischen Lieder erschienen auch als Liedpostkarten im Verlag von Wilhelm Vogel, Schwarzenberg i. E.
Fischer war um 1890 Mitglied bei Kluge-Zimmermanns Leipziger Sängern, auch bei Wilhelm Eyles Leipziger Sängern, wo er als 2. Bass sang, und später bei den Leipziger Seidel-Sängern und den Leipziger Krystallpalast-Sängern. Die Mitgliedschaft bei letzteren wurde auf den Etiketten der Grammophonplatten gerne erwähnt, was für ihre Werbewirksamkeit spricht.
Bereits in den 1910er Jahren machte Fischer Grammophonaufnahmen für Lindströms „Beka“-Etikett, von denen einzelne auch bei „Odeon“ erschienen. Ende der 1920er Jahre nahm er noch einmal für die Leipziger „Isiphon“-Marken Electrocord bzw. Cordy auf.

## Werke
Der Katalog des Musikarchives der DNB nennt 24 Titel von Fischer:

### Lieder
- Heitere Lieder u. Gesänge betr. das Vereins-, Gesellschafts-, Ehe- u. Soldatenleben, von Reinhold Fischer. Bonn : Heidelmann, 1913, 127 S. ; 8vo. In Fraktur.
- Dr Kraiter Karl, erzgebirgisches Lied (Fischer)[7]
- De schännstn Mähd, erzgebirgisches Lied (Fischer)
- Ne Pfeif Toback, erzgebirgisches Lied (Fischer)
- Itz gieh ich nochmol off dr Freit, erzgebirgisches Lied (Fischer)[8]
- Mein Hannchen. Couplet (Fischer)
- Ein fahrender Sänger. Couplet (Fischer)
- Unsere Frauen von heute. Couplet (Fischer – Lindsay)

### Humoristische Vorträge
- Seiferts Oskar auf der Leipziger Messe. Humoristischer Vortrag (Fischer)[9]
- Der Schützenauszug in Hinterbummelsdorf. Humoristischer Vortrag (Fischer)
- Musikdirektor Knatterich. Humoristischer Vortrag (Fischer)
- Der Regimentsdunsel. Humoristischer Vortrag (Fischer)

### Einakter
- Grünspan: Burlesker Schwank in 1 Aufz. / Reinhold Fischer. Recklinghausen : Iris-Musik- u. Theater-Verl. [um 1923], 19 S. ; kl. 8vo. [= Iris-Dilettanten-Bühne Nr. 35]
- Der geheime Geheimpolizist: Burlesker Schwank in 1 Aufz. / Reinhold Fischer. Recklinghausen : Iris-Musik- u. Theater-Verl. [um 1923], 24 S. ; kl. 8vo. [= Iris-Dilettanten-Bühne Nr. 36]

## Tondokumente

### Aufnahmen mit Reinhold Fischer selbst
Auf Beka Grand Record.
- Beka-Grand-Record 14 305   Da Draakschänk – erzgebirgisches Lied (A. Günther) Reinhold Fischer m. p. , aufgen. 06.1912 ;
- Beka-Grand-Record 14 307   Bleim mer nuch a wing do – erzgebirgisches Lied (A. Günther) Reinhold Fischer m. Klavier
- Beka-Grand-Record 14 309   Da Ufnbank – erzgebirgisches Lied (A. Günther) Reinhold Fischer m. Klavier
- Beka-Grand-Record 14 310   Dr alda Musikant – erzgebirgisches Lied (A. Günther) Reinhold Fischer m. Klavier
- Beka-Grand-Record 14 328   Mein Hannchen. Couplet (Fischer) – 1912#
- Beka-Grand-Record 14 933   Bleib deiner Hamit trei’, erzgebirgisches Lied (Anton Günther)
- Beka-Grand-Record 14 936   Deitsch und frei woll’mer sei, erzgebirgisches Lied (Anton Günther)
- Beka-Grand-Record 14 941   Ein fahrender Sänger (Fischer)
- Beka-Grand-Record 14 943   Unsere Frauen von heute, Couplet auf die Melodie “Aisha” (Lindsay) – 1913
- Beka-Grand-Record 14 946   O kehre noch einmal wieder, volkstümliches Lied (Hans Müller, Musik von P.Wagener)

spätere Wiederveröffentlichungen
- Beka B.5140-I  (mx. 14 305) Da Draakschänk – erzgebirgisches Lied (A. Günther)
- Beka B.5140-II (mx. 14 307) Dr alda Musikant – erzgebirgisches Lied (A. Günther)
- Beka B.5141-I  (mx. 14 309) Bleim mer nuch a wing do – erzgebirgisches Lied (A. Günther)
- Beka B.5142-I  (mx. 14 310) Da Ufnbank – erzgebirgisches Lied (A. Günther)
- Beka B.5143-I    (mx. 14 928) Dr Kraiter Karl, erzgebirgisches Lied (Fischer)
- Beka B.5143-II   (mx. 14 932) De schännstn Mähd, erzgebirgisches Lied (Fischer)
- Beka B.5144-I    (mx. 14 929) Ne Pfeif Toback, erzgebirgisches Lied (Fischer)
- Beka B.5144-II   (mx. 14 935) Dr Vuglbeerbaam, erzgebirgisches Lied (Max Schreyer)
- Beka B.5145-II (mx. 14 936) Deitsch on frei woll'mer sei!, Erzgebirgisches Lied (A. Günther)

auf Odeon
- Odeon 302.026, O-1648 (mx. Bb 49)  Da Draakschänk – erzgebirgisches Lied (A. Günther) Reinhold Fischer m. Klavier, aufgen. 06.1912
- Odeon 302.027, O-1648 (mx. Bb 50)  Bleim mer nuch a wing do – erzgebirgisches Lied (A. Günther) Reinhold Fischer m. Klavier
- Odeon 302.028, O-1649 (mx. Bb 51)  Da Ufnbank – erzgebirgisches Lied (A. Günther) Reinhold Fischer m. Klavier
- Odeon 302.030, O-1650 (mx. Bb 53)  Dr alda Musikant – erzgebirgisches Lied (A. Günther) Reinhold Fischer m. Klavier

spätere Aufnahmen mit Fischer auf Electrocord / Cordy (um 1930)
- Electrocord 1233, auch Cordy 3124 (mx. 5466, 5467) Schützenfest in Piepenbach, Humoreske Teil I (Der Schützenauszug) und II (Auf dem Schützenplatz) (Fischer)[10]. Reinhold Fischer, Leipzig. mit Musikbegleitung.
- Cordy 3126 (mx. 5507) Seiferts Oskar auf der Leipziger Messe. Humoristischer Herrenvortrag. Reinhold Fischer, Leipzig, Mitglied der Leipziger Seidel-Sänger.
- Cordy 3126 (mx. 5508) Der gemütliche Sachse. Humoristischer Herrenvortrag, verfasst und vorgetragen von Reinhold Fischer, Leipzig, mit Klavierbegleitung.

### Werke in der Interpretation der Leipziger Krystallpalast-Sänger (ohne Nennung Fischers)
1. auf Beka-Grand-Record
- Da ist die Sahne weg / Reinhold Fischer.

Interpret(en): Leipziger Krystallpalast-Sänger.
Beka-Grand-Record 14 329 [mx. 14 329]
- Musikdirektor Knatterich / Reinhold Fischer.

Interpret(en): Leipziger Krystallpalast-Sänger.
Beka-Grand-Record 14 330 [mx. 14 330]
2. auf Zonophone / Grammophon
- Musikdirektor Knatterich / v. Reinhold Fischer.

Interpret(en): Leipziger Krystallpalast-Sänger.
Zonophone Record 17 199 [Matrizennummer 14 754 L]
- Der Regimentsdunsel / von Reinhold Fischer.

Interpret(en): Leipziger Krystallpalast-Sänger.
Zonophone Record 17 200 [Matrizennummer 14 763 L]
- Ein gemütlicher Sachse / von Reinhold  Fischer.

Interpret(en): Leipziger Kristallpalastsänger.
Schallplatte "Grammophon" Best.-Nr. 14 092 [Matr.-Nr. 1174 bb]
Kat.-Nr. 941.405 [ca. 1913]
- Musikdirektor Knatterich / v. Reinhold Fischer.

Interpret(en): Leipziger Kristallpalast-Sänger.
Schallplatte "Grammophon" 14 111 [Matrizennummer 1815 bb ]
Kat.-Nr. 941.416 (Etikett); 941.416 R (Spiegel)
- Der Regimentsdunsel / von Reinhold Fischer.

Interpret(en): Leipziger Krystallpalast-Sänger.
Schallplatte "Grammophon" 14 112 [Matrizennummer 1817 bb ]
Kat.-Nr. 941.418 (Etikett); 941.418 P (Spiegel)
- Der Schützenauszug in Hinterbummelsdorf: Humoreske / Reinhold Fischer.

Interpret(en): Leipziger Kristallpalast-Sänger.
Schallplatte "Grammophon" 14 117 [Matrizennummer 1826 bb]
Kat.-Nr. 941.427 (Etikett); 941.427 H (Spiegel)
- Seiferts Oskar auf der Leipziger Messe: Humoreske / Reinhold Fischer.

Interpret(en): Leipziger Kristallpalast-Sänger.
Schallplatte "Grammophon" 14 117 [Matrizennummer 1827 bb]
Kat.-Nr. : 941.428 (Etikett); 941.428 GD (Spiegel)

## Hörbeispiele
- Musikdirektor Knatterich (R. Fischer) – Leipziger Krystallpalast-Sänger Reinhold Fischer, mit Piston und Klavier, auf Odeon 302 025 (mx. Bb 48  ? ) – 1912 youtube
- Unsere Frauen von heute, Couplet nach der Melodie des Twostep „Aisha“ (Text: Reinhold Fischer, Musik: Lindsay) Reinhold Fischer mit Instrumentalbegleitung [Bläser und Klavier].  Beka Grand Record 14 943 – 1913 youtube
- Deitsch on frei woll'mer sei!, Erzgebirgisches Lied (Musik und Text: Anton Günther). Gesungen von Reinhold Fischer,  Leipziger Krystallpalast-Sänger [mit Klavier und Trompeten]. Beka B.5145-II (mx. 14 936) SLUB Dresden
- Der Schützenauszug in Hinterbummelsdorf: Humoreske (Reinhold Fischer). Leipziger Kristallpalast-Sänger. Schallplatte "Grammophon" 14 117 (mx. 1826 bb) youtube
- Seiferts Oskar auf der Leipziger Messe: Humoreske (Reinhold Fischer). Leipziger Kristallpalast-Sänger. Schallplatte "Grammophon" 14 117 (mx. 1827 bb) youtube
- Bei Seiferts Oskar `n auf der Leipziger Messe (A. Preil) Arthur Preil, sächsischer Dichterhumorist. Beka B.6427-II (mx. 34 844) youtube
- Weihnachtsmesse bei Seiferts Oskar (Preil) Arthur Preil mit Klavier- und Trompetenbegleitung. Grammophon 23 522 (mx. 1139 bt) youtube